# Беловиште (Гостивар)
Беловиште (мкд. Беловиште) је насељено место у Северној Македонији, у северозападном делу државе. Беловиште припада општини Гостивар.

## Географски положај
Насеље Беловиште је смештено у северозападном делу Северне Македоније. Од најближег већег града, Гостивара, насеље је удаљено 3 km источно.
Беловиште се налази у горњем делу историјске области Полог. Насеље је положено на јужном ободу Полошког поља. Северно од насеља пружа се поље, а источно се издиже Сува гора. Надморска висина насеља је приближно 580 метара.
Клима у насељу је умерено континентална.

## Становништво
По попису становништва из 2002. године Беловиште је имало 2.267 становника.
Претежно становништво у насељу су Албанци (63%), а у мањини су етнички Македонци (37%). 
Већинска вероисповест у насељу је ислам, а мањинска православље. 